# Västlig diamantskallerorm
Västlig diamantskallerorm (Crotalus atrox) är en giftig ormart som beskrevs av Baird och Girard 1853. Crotalus atrox ingår i släktet skallerormar, och familjen huggormar. IUCN kategoriserar arten globalt som livskraftig. Inga underarter finns listade.

## Beskrivning
C. atrox är Nordamerikas näst största giftorm och kan bli upp till 230 cm lång, men exemplar på över 150 cm är ovanliga. Deras födelselängd är omkring 30 cm. I likhet med andra ormar har hanarna två hemipenisar, men använder bara en åt gången. C. atrox lever i över 20 år. Dräktigheten varar i ungefär sex månader och de föder levande ungar. Ungarna föds med en knapp som sedan utvecklas till skallra, vilket tar flera år. Skallran bildar en extra led varje gång ormen ömsar skinn. Detta innebär att den kan rassla mer ju äldre den blir.

## Beteende
Precis som andra skallerormar har den en skallra på svansen som används som en varning åt andra djur att inte komma för nära. Väljer man att inte hörsamma varningen bör man veta att istället för att fly så försvarar ormen sig. Vem som ska få para sig med honorna bestäms genom konfrontationer hanarna sinsemellan. De reser huvudet högt över marken och försöker få ner rivalen på marken genom att tvinna sig runt varandra i en brottningskamp. I likhet med andra huggormar föder skallerormar levande ungar. Varje kull ger 10-20 ungar.

## Jakt och föda
Till födan hör mestadels kaniner och gnagare, men även ödlor och fåglar.

## Gift
Skallerormar hör till de farligaste och giftigaste ormarna i hela världen. Den västliga diamantskallerormen är skyldig till fler dödsfall än någon annan giftorm i USA. Dess gift är inte lika starkt som hos andra skallerormar men i gengäld har den mycket stora giftkörtlar (till följd därav är dess huvud trekantigt) och kan injicera stora mängder gift. En enda C. atrox har gift nog att döda flera hundra människor. Giftet förstör vävnader och inre organ, däribland lungor och hjärta. Skallerormar har långa gifttänder som fälls ut som fällknivar när de hugger.

## Galleri

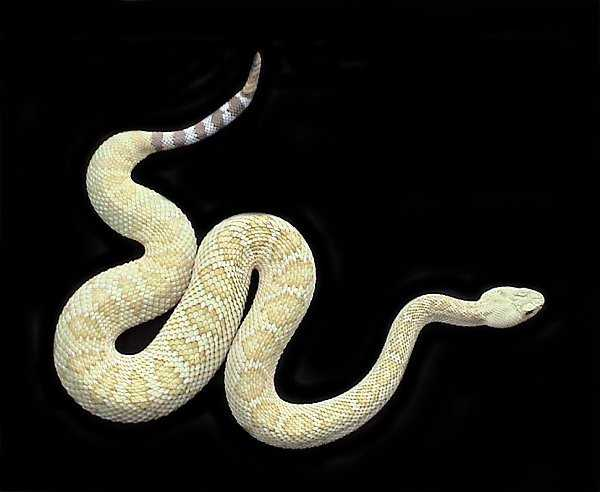
C. atrox, albinistiskt exemplar.
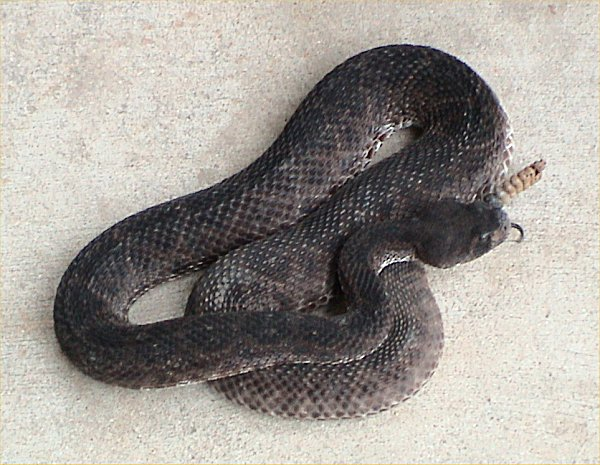
C. atrox, melanistiskt exemplar.
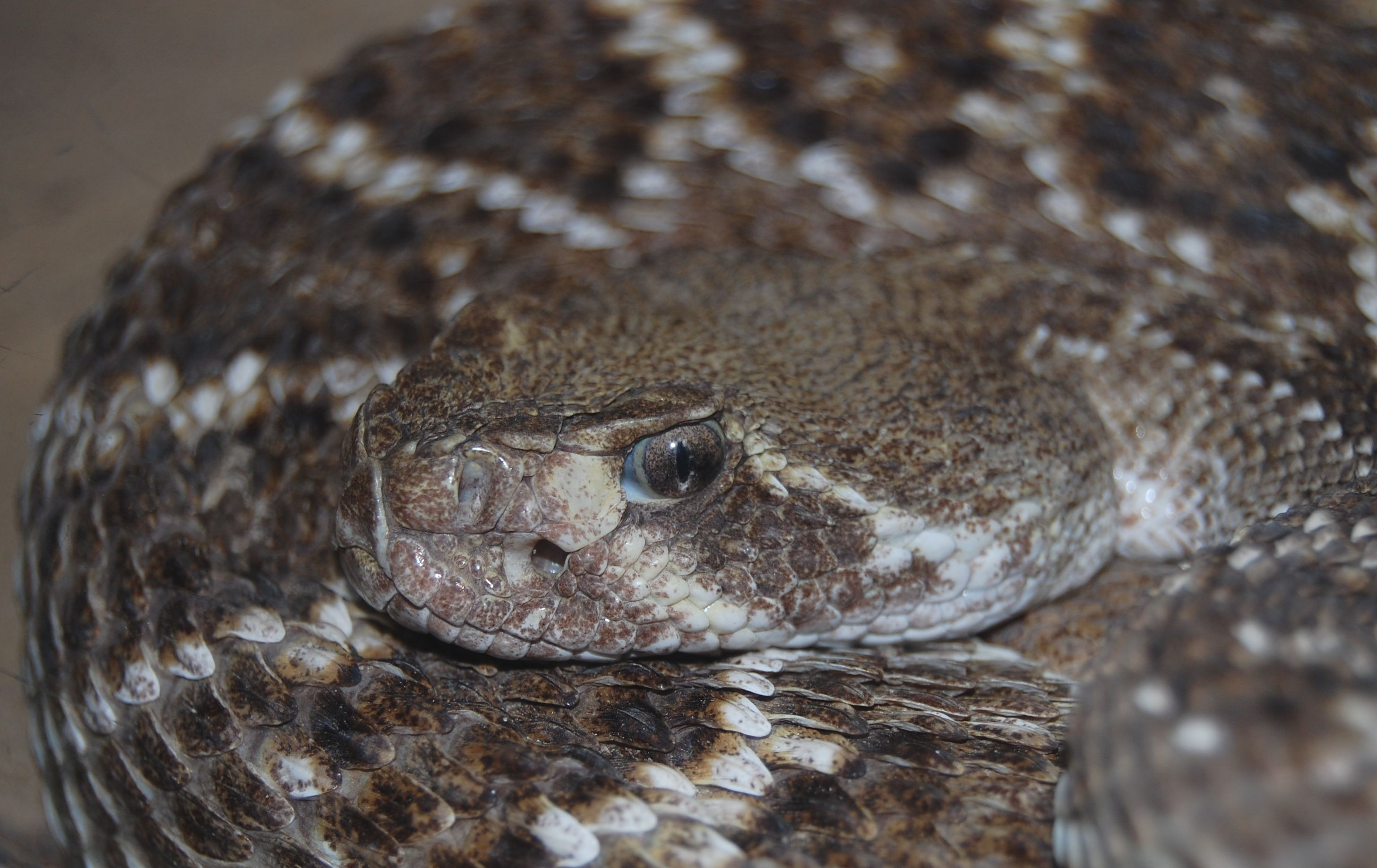
C. atrox.
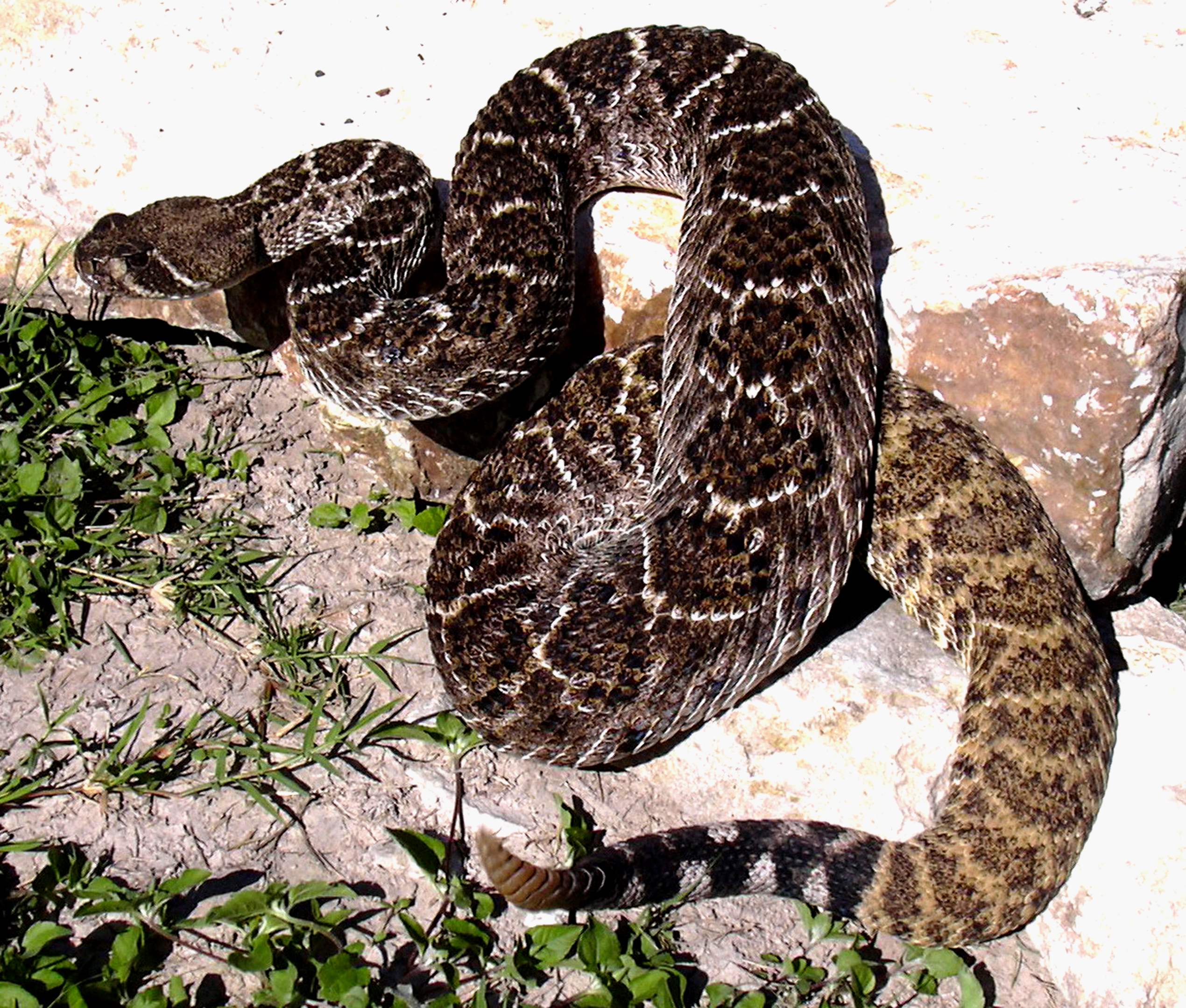
C. atrox.

## Källhänvisningar
1. 1 2   2007 Crotalus atrox Från: IUCN 2012. IUCN Red List of Threatened Species. Version 2012.2 <www.iucnredlist.org>. Läst 24 oktober 2012.
2. ↑  Say, T. (1823) In James, E. Account of an expedition from Pittsburgh to the Rocky Mountains, performed in the years 1819, '20, by order of the Hon. J. C. Calhoun, Secretary of War, under the command of Major Stephen H. Long. Vol. 2., Philadelphia, H. C. Carey & I. Lea.
3. 1 2 3 4 5  Trolle, Mogens (2007). 100 fantastiska djur. Globe Förlaget. sid. 45
4. ↑  ”diamantskallerormar - Uppslagsverk - NE.se”. www.ne.se. https://www.ne.se/uppslagsverk/encyklopedi/l%C3%A5ng/diamantskallerormar. Läst 12 mars 2023.
5. ↑  Baird, S. F. and C. Girard. (1853) Catalogue of North American Reptiles in the Museum of the Smithsonian Institution. Part 1.-Serpents., Smithsonian Inst., Washington, xvi + 172 pp.
6. 1 2  Bisby F.A., Roskov Y.R., Orrell T.M., Nicolson D., Paglinawan L.E., Bailly N., Kirk P.M., Bourgoin T., Baillargeon G., Ouvrard D. (red.) (24 mars 2011). ”Species 2000 & ITIS Catalogue of Life: 2011 Annual Checklist.”. Species 2000: Reading, UK. http://www.catalogueoflife.org/annual-checklist/2011/search/all/key/crotalus+atrox/match/1. Läst 24 september 2012.
7. ↑  TIGR Reptile Database . Uetz P. , 2007-10-02